# مقاطعة أوتسيغو (ميشيغان)
مقاطعة أوتسيغو هي مقاطعة تقع في شمالي شبه الجزيرة السفلى بولاية ميشيغان الأمريكية، بلغ عدد سكانها 24٬164 نسمة، بحسب تعداد عام 2010، عاصمتها غايلورد، تبلغ مساحتها 1٬362 كيلومتر مربع.

## الموقع
تشترك مقاطعة أوتسيغو في الحدود مع:
- مقاطعة تشيبويجان
- مقاطعة شارليفوي
- مقاطعة كالكاسكا
- مقاطعة أوسكودا
- مقاطعة كروفورد
- مقاطعة مونتمورنسي
- مقاطعة أنتريم

## التقسيمات الإدارية
- غايلورد.

## أعلام
- فيريس جينينغز